# Il est temps d'avancer
Pour plus de détails, voir Fiche technique et Distribution.
Il est temps d'avancer (Время, вперёд!) est un film soviétique réalisé par Sofia Milkina et Mikhaïl Schweitzer, sorti en 1965,.

## Fiche technique
- Photographie : Naum Ardachnikov, Youri Gantman
- Musique : Gueorgui Sviridov (Temps, en avant !)
- Décors : Abram Freïdin, Youri Rakcha
- Montage : Zoïa Verevkina

## Distribution
- Inna Goulaïa : Choura Soldatova
- Tamara Siomina : Olya Tregoubova
- Sergueï Iourski : Margulies
- Leonid Kouravliov : Korneïev
- Aleksandr Yanvariov : Ichtchenko
- Nikolaï Fedortsov : Smetana (comme I. Fedortsov)
- Vladimir Kachpour : Khanoumov
- Stanislav Khitrov : Saïenko
- Radner Mouratov : Zaguirov
- Vadim Zobine : Mossia
- Yelena Koroliova : Fenya
- Larissa Kadotchnikova : Katya
- Tatiana Lavrova : Klava
- Yefim Kopelyan : Nalbandov
- Youri Volyntsev : Writer (comme Yu. Volyntsev)
- Igor Iassoulovitch : Vinkitch
- Viktor Sergachiov : Semetchkine
- Bruno O'Ya : Thomas Bicksby
- Boris Iourchenko : Filonov
- Evgueni Kharitonov : Slobodkine
- Nikolaï Sergueïev : Caissier de la banque d'épargne (comme N. V. Sergueïev)
- Igor Krioukov : Rembrandt
- Lev Dourov : Koutaïssov
- Svetlana Starikova : Nastenka
- Valentina Ananina : Membre de la brigade (comme V. Ananina)
- Anatoly Bystrov :
- German Kolouchkine :
- Stanislav Simonov : Ouvrier
- Aleksandr Lipov :
- Vitali Kiseliov : Ouvrier ouzbek
- Vladimir Prokofiev : Ouvrier
- Bruno Lyauch :
- Piotr Kononikhine :
- Aleksandr Iakimov :
- Aleksandr Petrov : Ouvrier
- Boris Guitine : Ouvrier (comme B. Gitin)
- Nelliz Sneguina : La gérante du magasin Marusya
- Klara Roumianova : Louchka
- Aleksandra Danilova :
- Aleksandr Sourine : Joueur d'accordéon
- Viktor Koltsov :
- Vladimir Venguerov :
- Vladimir Oudalov : (comme V. Boutenko)
- Viktor Markin : Reporter
- El Traktovenko : (comme L. Traktovenko)
- Victor Pavlov : Responsable des activités artistiques des amateurs
- Vassili Kornoukov :
- Fiodor Khvochtchevski : Clown
- Nikolaï Bauman : Clown
- Nadejda Samsonova : Téléphoniste (comme I. Samsonova)
- Margarita Jarova : (comme M. Ivanova)
- Elena Volskaïa : (comme L. Volskaïa)
- Youri Kireïev :
- Boris Tikhonov :
- Tatiana Ivanenko :
- Mikhaïl Kokchenov : Kanounnikov (non crédité)